# Ozerne, Iahotîn
Ozerne (în ucraineană Озерне) este un sat în comuna Supoiivka din raionul Iahotîn, regiunea Kiev, Ucraina.

## Demografie
Componența lingvistică a localității Ozerne
     Ucraineană (93,44%)
     Rusă (5,74%)
     Alte limbi (0,82%)
Conform recensământului din 2001, majoritatea populației localității Ozerne era vorbitoare de ucraineană (93,44%), existând în minoritate și vorbitori de rusă (5,74%).